# 死亡黑洞
《死亡黑洞》（Death by Black Hole: And Other Cosmic Quandaries）是尼尔·德格拉斯·泰森于2007年出版的科普读物。它是泰森最受欢迎的几篇文章的选集，所有文章均于1995至2005年间发表在《自然历史》杂志上，并曾在乔恩·斯图尔特《每日秀》的一集中出现过。湖南科学技术出版社出版了其简体中文版，并归入其《第一推动丛书》。

## 摘要
《死亡黑洞》分为七个部分：知识的本质、自然知识、自然之道、生命的意义、当宇宙变糟时、科学与文化、科学与上帝。
第一部分包括五章：
- 第1章“觉醒”，讨论增强我们的五感（视觉、听觉、味觉、嗅觉、触觉）对于扩展科学知识的重要性。有些工具将我们环境的潜在方面（看似）转换为我们可以感知的量，这极大地方便了科学发现。例如，夜视镜将近红外光谱转换为可见光，使生物学家更容易观察夜行动物的行为。
- 第2章“天地如一”，阐述了物理学的历史，以及人们如何知道在地球上观察到的物理定律在太阳和其它行星上也能观察到。简而言之，物理学如何成为对普遍事物的研究，而不仅仅是对地球上事物的研究。
- 第3章“眼见不为实”，暗示了根据过少证据进行概括的陷阱。它首先指出，虽然我们知道地球是圆的，但当人们只观察地球的一小部分时，它看起来就是平的。
- 第4章“信息陷阱”，指出我们可以在许多不同尺度上观察我们的周围，并且可能会在不同的尺度上发现不同的现象。例如，在宏观尺度上，经典力学描述了我们观察到的物理行为，而在较小的尺度上，量子力学则开始发挥作用。
- 第5章“止步不前的科学”，引导读者完成一系列实验，主要是基于观察插在地上的棍子，它的影子如何随着时间的推移而变化。例如，人们可以观察到，在北半球，在一天的过程中，棍子的影子会顺时针划出一个半圆。